# Kiến trúc điện toán đám mây
Kiến trúc điện toán đám mây  đề cập đến những thành phần và phần con cần thiết cho đám mây. Các thành phần này thường bao gồm một nền tảng phía người dùng (fat client, thin client, thiết bị di động), một nền tảng phía nhà cung cấp (máy chủ, lưu trữ), một đám mây điện toán phân bố và một mạng lưới (Internet, mạng nội bộ, Intercloud). Kết hợp những thành phần này tạo nên kiến trúc đám mây điện toán.

## Nền tảng đám mây client
Kiến trúc đám mây bao gồm nền tảng "phía đầu" hay còn gọi là nền tảng phía người dùng hoặc đám mây client. Phía người dùng bao gồm "fat client" hoặc "thin client", "zero client", máy tính bảng và các thiết bị di động. Nền tảng phía người dùng tương tác với những đám mây lưu trữ dữ liệu qua một ứng dụng (trung gian), một trình duyệt web hoặc một phiên truy cập ảo.

### "Zero client"
"Zero client" khởi tạo mạng để thu thập các tập tin được yêu cầu cấu hình, sau đó tiết lộ nơi tập tin được lưu trữ. Toàn bộ thiết bị "zero client" chạy qua mạng. Điều này dẫn đến một hạn chế duy nhất là nếu mạng bị rớt, các thiết bị sẽ vô hiệu.

## Đám mây lưu trữ
Lưu trữ trực tuyến là nơi mà dữ liệu được lưu trữ và có thể truy cập đến nhiều khách hàng. Đám mây lưu trữ thường được triển khai ở các cấu hình sau: đám mây công cộng, đám mây riêng tư, đám mây cộng động, đám mây lai.
Để trở nên hiệu quả, những đám mây lưu trữ cần phải nhanh chóng, linh hoạt, khả năng mở rộng, multi-tenancy, và an toàn.

## Mô hình dịch vụ đám mây

### Phần mềm như một dịch vụ (SaaS)
Phần mềm như một dịch vụ có bốn phương pháp phổ biến:
1. single instance
2. multi instance
3. multi-tenant
4. flex tenancy